# NGC 3771
NGC 3771 é uma galáxia elíptica (E) localizada na direcção da constelação de Crater. Possui uma declinação de -09° 20' 52" e uma ascensão recta de 11 horas, 39 minutos e 05,9 segundos.
A galáxia NGC 3771 foi descoberta em 1886 por Frank Leavenworth.